# Llac Ellsworth

Mapa de l'Antàrtida, el llac es troba a l'anomenada Terra d'Ellsworth.

El llac Ellsworth és un llac subglacial situat a l'Antàrtida Occidental, està sota uns 3,4 km de gel. Es tracta d'un llac d'aproximadament 10 km de llargada i s'estima que té una profunditat d'unes desenes de metres.
Es considera un lloc que mereix una exploració directa, degut a la possibilitat que pugui albergar formes de vida úniques, així com per la seva relativament fàcil accessibilitat. El llac va ser batejat amb aquest nom en honor de l'explorador polar nord-americà Lincoln Ellsworth.
El 2 de març del 2009, el Natural Environment Research Council britànic, va donar llum verda a un equip de científics del seu país per explorar aquest llac. Aquesta investigació és pionera per desenvolupar la tecnologia per explorar el llac, utilitzant mètodes que impediran qualsevol mena de contaminació. Les mostres d'aigua seran preses i analitzades per detectar signes de vida.Els científics esperaven utilitzar un raig d'aigua calenta per perforar un forat de 36 centímetres (14 polzades) d'ample a través del gel fins al llac, per permetre una sonda per recuperar sediments i aigua per analitzar-se per microorganismes. Aquesta seria una prova per determinar si l'aigua es correlaciona amb la vida sota pressió extrema, fred i deficiències de nutrients. Si el grup no pogués trobar vida, informaria d'un límit on hi ha aigua i no hi ha vida.
Les proves de radar van indicar que els sediments del fons del llac són adequats per a la presa de mostres que podrien contenir un registre de la història de la capa de gel. Els científics pensen que les mostres de sediments i aigua també podrien contenir informació clau sobre el Canvi climàtic.
El gener de 2012 estava previst que la perforació comencés entre novembre de 2012 i gener de 2013.Depenent del temps, l'equip esperava perforar contínuament el gel durant unes 100 hores per poder arribar al llac.
El 12 de desembre de 2012, l'equip d'investigació del britànic de dotze científics i enginyers va començar a perforar la capa de gel per obtenir mostres d'aigua. Utilitzant una mànega d'alta pressió i aigua esterilitzada prop del punt d'ebullició, esperaven fer un pas a través de més de dues milles de gel. S'esperava que el procés de perforació durés cinc dies i aniria seguit d'una operació de mostreig ràpid. El professor Siegert va dir que la recerca de vida en un entorn tan extrem podria obrir possibilitats de vida en altres mons com la lluna de Júpiter Europa. El 25 de desembre del 2012 es va anunciar que el projecte s'havia cancel·lat, després que els intents d'enllaçar dos forats de 300 m de profunditat van fracassar.